# 海關大樓 (都柏林)
海關大樓 是18世紀的新古典主義建築，位於愛爾蘭的都柏林，也是住房、地方政府和遺產部的政府大樓。它位於利菲河北岸，巴特橋和塔波特紀念橋、都柏林碼頭之間。

## 外部連結
- Custom House info （页面存档备份，存于） — Irish government website
- Architecture Ireland: The Custom House （页面存档备份，存于）

53°20′55″N 6°15′11″W / 53.348544°N 6.253147°W